# أونا هانت
أونا هانت (بالإنجليزية: Una Hunt)‏ هي ابنة جيولوجي بارز فرانك كلارك (1847-1931)، في وقتها اشتهرت أول فترة في الولايات المتحدة بأنها الكاتبة الشهيرة أونا ماري وإعادة بناء السيرة الذاتية للعالم الداخلي والخارجي من طفولتها. اعتبرت غرانفيل ستانلي هال، التي تعود الفضل عمومًا في اكتشافها لمفهوم المراهقة، أنها جنبًا إلى جنب مع ماري باشكيرتسيف وماري ماكلاني لعرضها لعالم الفكر والمشاعر للمراهقات.